# Kamaifui
Kamaifui is een bestuurslaag in het regentschap Alor van de provincie Oost-Nusa Tenggara, Indonesië. Kamaifui telt 613 inwoners (volkstelling 2010).